# Zamiechówka
Zamiechówka est une localité polonaise de la gmina de Żarnowiec, située dans le powiat de Zawiercie en voïvodie de Silésie.